# Saut en longueur aux championnats du monde d'athlétisme
Pour un article plus général, voir Championnats du monde d'athlétisme.
Le saut en longueur fait partie des épreuves inscrites au programme des premiers championnats du monde d'athlétisme, en 1983, à Helsinki. 
Avec quatre médailles d'or remportées, le Cubain Iván Pedroso et l'Américain Dwight Phillips sont les athlètes masculins les plus titrés dans cette compétition. L'Américaine Brittney Reese détient quant à elle le record de victoires chez les femmes, avec quatre titres également.
Les records des championnats du monde appartiennent, chez les hommes à l'Américain Mike Powell, qui améliore le record du monde de la discipline en finale des mondiaux de Tokyo avec un saut à 8,95 m. Chez les femmes, le record de la compétition est détenue depuis 1987 par sa compatriote Jackie Joyner-Kersee, avec 7,36 m.

## Éditions
| Années | 83 | 87 | 91 | 93 | 95 | 97 | 99 | 01 | 03 | 05 | 07 | 09 | 11 | 13 | 15 | 17 | 19 | 22 | 23 | Total |
| ------ | -- | -- | -- | -- | -- | -- | -- | -- | -- | -- | -- | -- | -- | -- | -- | -- | -- | -- | -- | ----- |
| Hommes | X  | X  | X  | X  | X  | X  | X  | X  | X  | X  | X  | X  | X  | X  | X  | X  | X  | X  | X  | 19    |
| Femmes | X  | X  | X  | X  | X  | X  | X  | X  | X  | X  | X  | X  | X  | X  | X  | X  | X  | X  | X  | 19    |

## Hommes

### Historique

#### 1983-1995

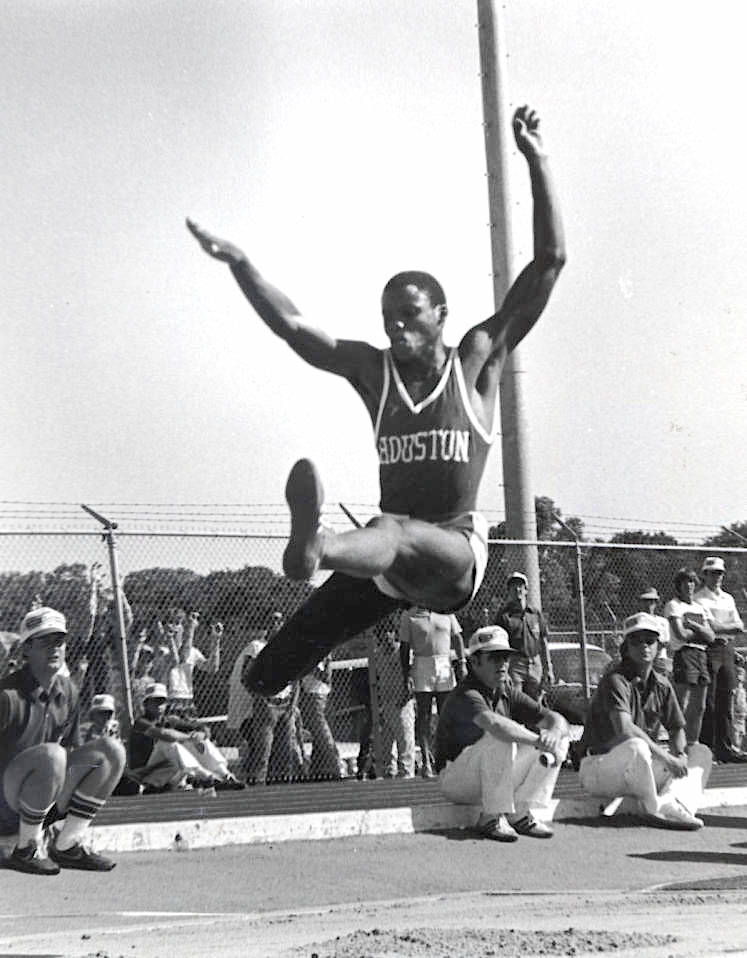
Carl Lewis remporte les deux premières éditions, en 1983 et 1987.

L'Américain Carl Lewis devient le premier champion du monde de l'Histoire du saut en longueur lors des premiers Mondiaux organisés à Helsinki en 1983. Avec un saut à 8,55 m, il s'impose sans grande difficulté face à Jason Grimes, médaillé d'argent avec 8,29 m, et Mike Conley, médaillé de bronze avec 8,12 m. Le podium est donc 100 % américain pour ces premiers Championnats. 
En 1987 à Rome, Carl Lewis fait preuve d'une régularité impressionnante pour s'adjuger son second titre mondial : il réalise en effet comme meilleure marque 8,67 m et saute à quatre autres reprises à 8,60 m, tandis que son grand rival, le Soviétique Robert Emmiyan, ne peut faire mieux que 8,53 m. L'Américain Larry Myricks termine à la troisième place avec un saut mesuré à 8,33 m. 
Lors du concours des championnats du monde de Tokyo en 1991, l'Américain Mike Powell remporte son premier titre mondial devant Carl Lewis au terme d'un concours mythique, considéré comme le meilleur de l'Histoire de la discipline,,. Lewis, qui est invaincu sur le saut en longueur depuis 10 ans, entame son concours à 8,68 m, nouveau record des Championnats, puis réalise successivement 8,83 m et 8,91 m, soit un centimètre de mieux que le record du monde de Bob Beamon qui tient depuis les Jeux Olympiques de Mexico en 1968. Toutefois, le vent est trop favorable (supérieur à 2 mètres par seconde) pour que ces deux derniers sauts constituent des records homologués. Powell, qui est alors deuxième avec 8,58 m, saute à son cinquième essai à 8,95 m avec un vent favorable de 0,3 mètre par seconde : le record du monde de Beamon, vieux de 23 ans, est alors battu de 5 centimètres. Lewis sautera ensuite à 8,87 m et 8,84 m dans des conditions autorisées, établissant les troisième et cinquième performances de tous les temps, mais ne parviendra pas à repasser devant Powell. Le podium de ce concours historique est complété par Larry Myricks qui remporte la médaille de bronze comme en 1987 avec 8,42 m. 
Mike Powell conserve sans trembler son titre mondial lors de l'édition suivante à Stuttgart en 1993 en réalisant comme meilleure marque 8,59 m. Il devance sur le podium le Russe Stanislav Tarasenko (8,16 m) et l'Ukrainien Vitaliy Kyrylenko (8,15 m). Carl Lewis avait lui décidé de ne pas participer au saut en longueur lors de ces Mondiaux. 
Le Cubain Ivan Pedroso est le premier athlète à mettre fin à l'hégémonie américaine sur la discipline en devenant en 1995 à Göteborg le premier champion du monde non Américain avec un saut à 8,70 m, soit 50 centimètres de mieux que son dauphin, le Jamaïcain James Beckford. Il s'agit du plus grand écart jamais enregistré entre un premier et un deuxième dans cette épreuve aux Mondiaux, hommes et femmes confondus. La troisième place revient au double tenant du titre Mike Powell avec un bond à 8,29 m.

#### 1997-2005

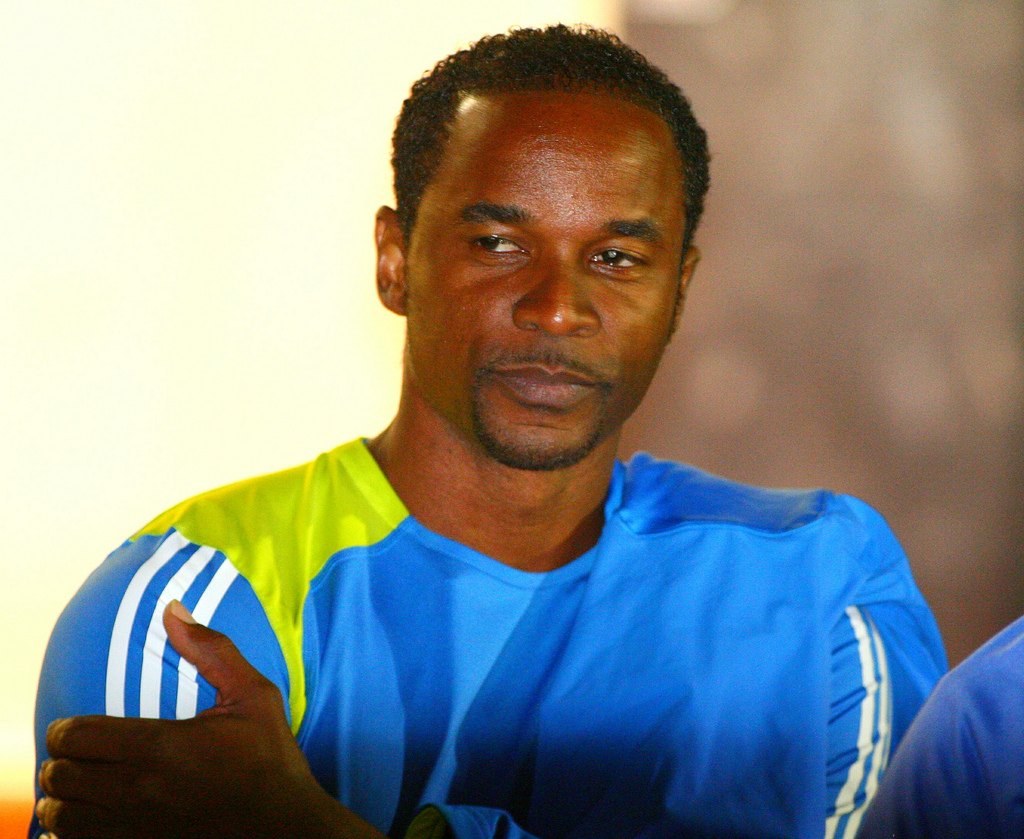
Iván Pedroso, quatre fois champion du monde du saut en longueur de 1995 à 2001.

La finale des Mondiaux d'Athènes en 1997 est plus serrée : si Ivan Pedroso conserve son titre en réalisant 8,42 m dès son premier essai, il bat de seulement quatre centimètres l'Américain Erick Walder, auteur de 8,38 m. Le Russe Kirill Sosunov décroche quant à lui la médaille de bronze avec un saut à 8,18 m. 
Aux championnats du monde de Séville en 1999, Pedroso s'adjuge son troisième titre planétaire d'affilée et devient par la même occasion le sauteur en longueur le plus titré dans cette compétition devant les deux légendes américaines Carl Lewis et Mike Powell. Avec comme meilleure marque 8,56 m, il s'impose avec 16 centimètres d'avance sur l'Espagnol Yago Lamela et 20 centimètres d'avance sur le Slovène Gregor Cankar.
En gagnant le concours des championnats du monde de Edmonton en 2001 avec un saut à 8,40 m réussi à son cinquième essai, Pedroso est sacré champion du monde pour la quatrième fois consécutive, une performance qui ne sera jamais égalée dans l'Histoire des Championnats (Dwight Philips remportera également 4 titres mais de manière discontinue entre 2003 et 2011). L'Américain Savanté Stringfellow (8,24 m) et le Portugais Carlos Calado (8,21 m) prennent respectivement la médaille d'argent et la médaille de bronze.
Aux championnats du monde de 2003, à Paris-Saint-Denis, l'Américain Dwight Phillips décroche la médaille d'or avec un bond à 8,32 m, soit quatre centimètres de mieux que le Jamaïcain James Beckford. Yago Lamela, qui était déjà en argent en 1999, s'empare quant à lui de la médaille de bronze avec un saut mesuré à 8,22 m.
Philips conserve son titre mondial deux ans plus tard à l'occasion des championnats du monde 2005, à Helsinki, en établissant la meilleure performance de l'année avec 8,60 m. Il devance sur le podium le Ghanéen Ignisious Gaisah et le Finlandais Tommi Evilä.

#### 2007-2015

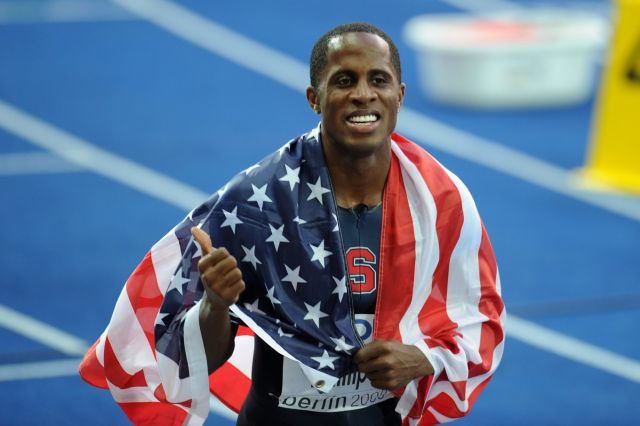
Dwight Phillips, quatre fois champion du monde, en 2003, 2005, 2009 et 2011.

Aux championnats du monde 2007 à Osaka, le Panaméen Irving Saladino décroche la toute première médaille d'or pour son pays en réalisant 8,57 m à son sixième et ultime essai. L'Italien Andrew Howe s'adjuge la médaille d'argent avec un saut à 8,47 m alors que Dwight Phillips doit se contenter de la médaille de bronze avec un saut à 8,30 m.
Dwight Phillips retrouve son meilleur niveau en 2009. Il remporte la finale des Mondiaux de Berlin quatre ans après son dernier titre mondial, en devançant avec 8,54 m le Sud-africain Godfrey Mokoena et l'Australien Mitchell Watt, obtenant sa troisième victoire dans cette compétition.
Aux Mondiaux de Daegu en 2011, Dwight Philips, qui porte le dossard 1111, décroche avec un saut à 8,45 m son quatrième titre mondial et égale la performance d'Iván Pedroso, couronné par quatre fois également, de 1995 à 2001. L'Australien Mitchell Watt (8,33 m) et le Zimbabwéen Ngonidzashe Makusha (8,29 m) complètent le podium.
Lors des championnats du monde de Moscou, en août 2013, le Russe Aleksandr Menkov améliore à deux reprises en finale le record de Russie avec 8,52 m puis 8,56 m, signant du même coup la meilleure performance mondiale au saut en longueur depuis la saison 2009 et les 8,74 m de Dwight Phillips. Premier européen à s'imposer dans cette épreuve, il devance largement le Néerlandais Ignisious Gaisah (8,29 m) et le Mexicain Luis Rivera (8,27 m).
Le Britannique Greg Rutherford remporte la médaille d'or des championnats du monde 2015, à Pékin, en établissant sa meilleure marque de la saison avec 8,41 m, réussie à son quatrième essai. Il devance l'Australien Fabrice Lapierre (8,24 m) et le Chinois Wang Jianan (8,18 m).

#### Depuis 2017

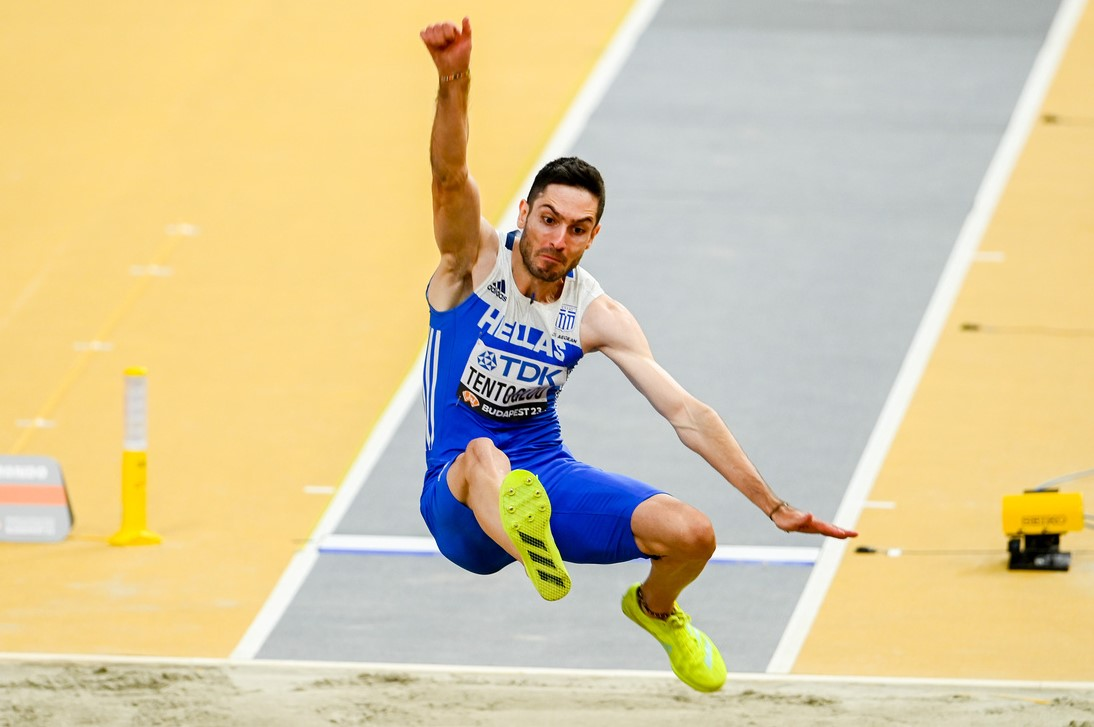
Miltiádis Tedóglou, champion du monde en 2023.

Aux championnats du monde 2017 à Londres, Le Sud-Africain Luvo Manyonga gagne la première médaille d'or mondiale de son pays dans cette discipline avec un saut à 8,48 m. La médaille d'argent revient à l'Américain Jarrion Lawson en 8,44 m, à quatre centimètres de Manyonga, et la médaille de bronze à un autre Sud-Africain, Ruswahl Samaai, en 8,32 m.
Lors des championnats du monde 2019, à Doha, le Jamaïcain Tajay Gayle s'adjuge le titre mondial en réalisant à son quatrième essai le meilleur saut de sa carrière avec 8,69 m, meilleure performance mondiale de l'année et record de Jamaïque. Ce saut constitue alors la meilleure marque réalisée en championnats du monde depuis 24 ans. Premier champion du monde jamaïcain de la discipline, Gayle devance l'Américain Jeff Henderson et le Cubain Juan Miguel Echevarría.
Aux championnats du monde 2022 à Eugene, le Chinois Wang Jianan se situe en cinquième position de la finale après les 5 premiers sauts avec 8,03 m réalisés à deux reprises au troisième et cinquième essai. À sa dernière tentative, il réalise 8,36 m et remporte le concours, devant le champion olympique en titre grec Miltiádis Tedóglou , médaillé d'argent avec 8,32 m, et le Suisse Simon Ehammer, médaillé de bronze avec 8,16 m qui ne devance le Cubain Maykel Massó que d'un centimètre. Le champion du monde en titre Tajay Gayle avait été éliminé lors des qualifications après avoir mordu ses trois essais.
Lors de la finale des championnats du monde 2023, à Budapest, Miltiádis Tedóglou réalise 8,50 m dès son entrée dans le concours, mais il se retrouve ensuite en deuxième position, derrière le Jamaïcain Wayne Pinnock, qui a également réalisé cette même marque, mais qui le devance au titre du deuxième meilleur saut (8,40 m contre 8,39 m). Au sixième et dernier essai, le Grec établit la marque de 8,52 m (sa meilleure performance de la saison) et décroche la médaille d'or, le seul titre majeur qui manquait à son palmarès après ses victoires aux Jeux olympiques, aux championnats du monde en salle, et aux championnats d'Europe en plein air et en salle. Wayne Pinnock (8,50 m) et Tajay Gayle (8,27 m) complètent le podium.

### Palmarès
| Édition | Or                        | Argent                      | Bronze                        |
| ------- | ------------------------- | --------------------------- | ----------------------------- |
| 1983    | Carl Lewis 8,55 m         | Jason Grimes 8,29 m         | Mike Conley 8,12 m            |
| 1987    | Carl Lewis 8,67 m         | Robert Emmiyan 8,53 m       | Larry Myricks 8,33 m          |
| 1991    | Mike Powell 8,95 m        | Carl Lewis 8,91 m           | Larry Myricks 8,42 m          |
| 1993    | Mike Powell 8,59 m        | Stanislav Tarasenko 8,16 m  | Vitaliy Kyrylenko 8,15 m      |
| 1995    | Iván Pedroso 8,70 m       | James Beckford 8,30 m       | Mike Powell 8,29 m            |
| 1997    | Iván Pedroso 8,42 m       | Erick Walder 8,38 m         | Kirill Sosunov 8,18 m         |
| 1999    | Iván Pedroso 8,56 m       | Yago Lamela 8,40 m          | Gregor Cankar 8,36 m          |
| 2001    | Iván Pedroso 8,40 m       | Savanté Stringfellow 8,24 m | Carlos Calado 8,21 m          |
| 2003    | Dwight Phillips 8,32 m    | James Beckford 8,28 m       | Yago Lamela 8,22 m            |
| 2005    | Dwight Phillips 8,60 m    | Ignisious Gaisah 8,34 m     | Tommi Evilä 8,25 m            |
| 2007    | Irving Saladino 8,57 m    | Andrew Howe 8,47 m          | Dwight Phillips 8,30 m        |
| 2009    | Dwight Phillips 8,54 m    | Godfrey Mokoena 8,47 m      | Mitchell Watt 8,37 m          |
| 2011    | Dwight Phillips 8,45 m    | Mitchell Watt 8,33 m        | Ngonidzashe Makusha 8,29 m    |
| 2013    | Aleksandr Menkov 8,56 m   | Ignisious Gaisah 8,29 m     | Luis Rivera 8,27 m            |
| 2015    | Greg Rutherford 8,41 m    | Fabrice Lapierre 8,24 m     | Wang Jianan 8,18 m            |
| 2017    | Luvo Manyonga 8,48 m      | Jarrion Lawson 8,44 m       | Rushwal Samaai 8,32 m         |
| 2019    | Tajay Gayle 8,69 m        | Jeffrey Henderson 8,39 m    | Juan Miguel Echevarria 8,34 m |
| 2022    | Wang Jianan 8,36 m        | Miltiádis Tedóglou 8,32 m   | Simon Ehammer 8,16 m          |
| 2023    | Miltiádis Tedóglou 8,52 m | Wayne Pinnock 8,50 m        | Tajay Gayle 8,27 m            |

### Multiples médaillés
| Rang | Athlète            | Nation         | Éditions  | Or | Argent | Bronze | Total |
| ---- | ------------------ | -------------- | --------- | -- | ------ | ------ | ----- |
| 1    | Dwight Phillips    | États-Unis     | 2003-2011 | 4  | 0      | 1      | 5     |
| 2    | Iván Pedroso       | Cuba           | 1995-2001 | 4  | 0      | 0      | 4     |
| 3    | Carl Lewis         | États-Unis     | 1983-1991 | 2  | 1      | 0      | 3     |
| 4    | Mike Powell        | États-Unis     | 1991-1995 | 2  | 0      | 1      | 3     |
| 5    | Miltiádis Tedóglou | Grèce          | 2022-2023 | 1  | 1      | 0      | 2     |
| 6    | Tajay Gayle        | Jamaïque       | 2019-2023 | 1  | 0      | 1      | 2     |
| 7=   | James Beckford     | Jamaïque       | 1995-2003 | 0  | 2      | 0      | 2     |
| 7=   | Ignisious Gaisah   | Ghana Pays-Bas | 2005-2013 | 0  | 2      | 0      | 2     |
| 9=   | Yago Lamela        | Espagne        | 1999-2003 | 0  | 1      | 1      | 2     |
| 9=   | Mitchell Watt      | Australie      | 2009-2011 | 0  | 1      | 1      | 2     |
| 11   | Larry Myricks      | États-Unis     | 1987-1991 | 0  | 0      | 2      | 2     |

### Records des championnats
| Marque | Athlète      | Lieu     | Date             | Record |
| ------ | ------------ | -------- | ---------------- | ------ |
| 8,29 m | Jason Grimes | Helsinki | 9 août 1983      |        |
| 8,35 m | Carl Lewis   | Helsinki | 9 août 1983      |        |
| 8,55 m | Carl Lewis   | Helsinki | 10 août 1983     |        |
| 8,67 m | Carl Lewis   | Rome     | 5 septembre 1987 |        |
| 8,67 m | Carl Lewis   | Rome     | 5 septembre 1987 |        |
| 8,68 m | Carl Lewis   | Tokyo    | 30 août 1991     |        |
| 8,95 m | Mike Powell  | Tokyo    | 30 août 1991     | WR     |

## Femmes

### Historique

#### 1983-1995

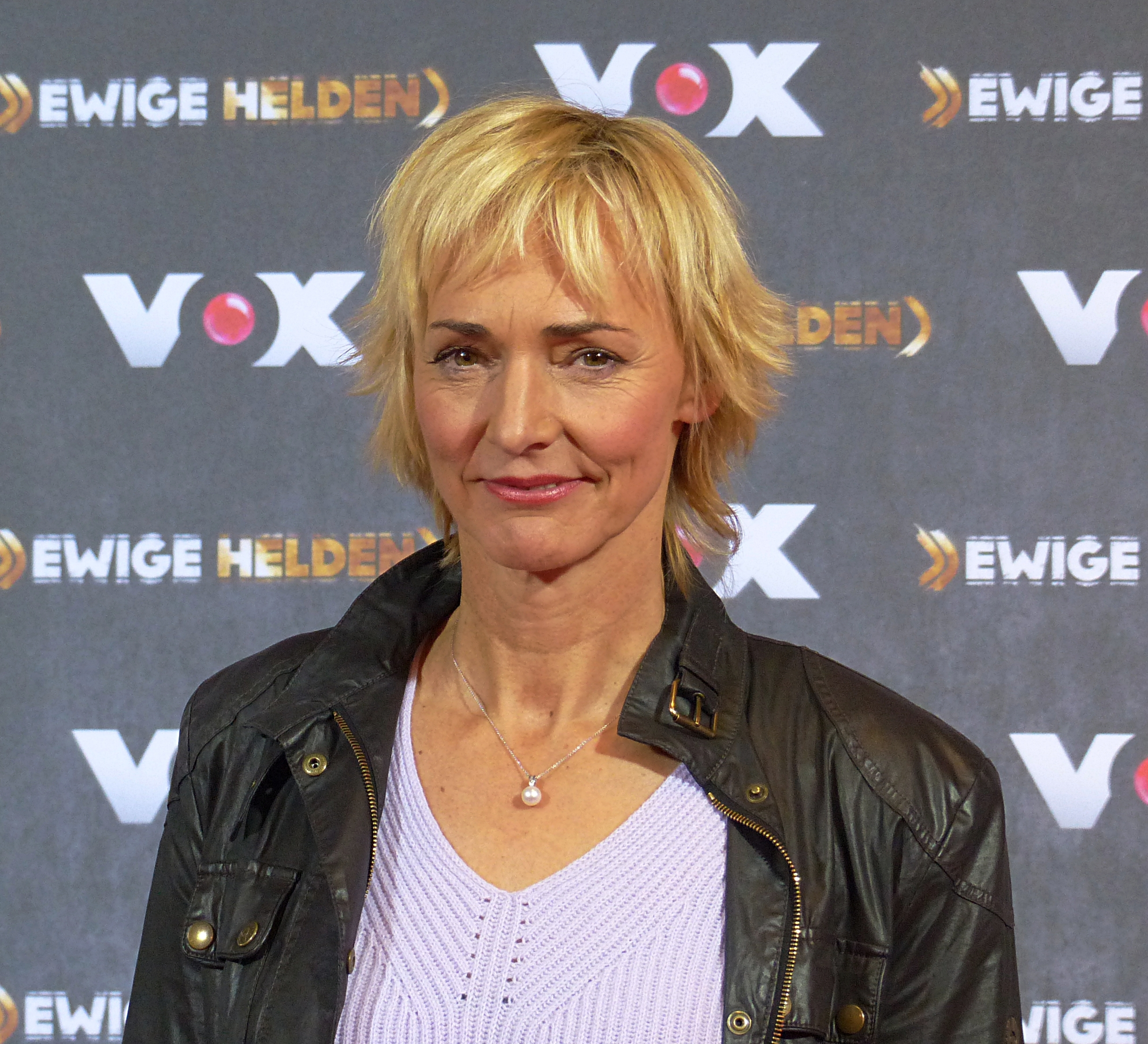
Heike Drechsler, championne du monde du saut en longueur en 1983 et 1993.

La finale des championnats du monde de 1983 à Helsinki est remportée par l'Est-allemande Heike Drechsler qui réalise la marque de 7,27 m à son troisième essai ainsi que trois autres sauts au-delà des sept mètres. Elle devance la Roumaine Anișoara Cușmir-Stanciu, qui a amélioré à trois reprises le record du monde lors de la saison 1983, médaillée d'argent avec 7,15 m et Carol Lewis, sœur cadette de Carl Lewis, qui se classe troisième du concours avec 7,04 m. Toutes ces performances sont réalisées avec un vent supérieur à la limite autorisée.
Heike Drechsler et l'Américaine Jackie Joyner-Kersee sont les favorites des mondiaux de Rome en 1987. Quelques semaines avant la compétition, lors des sélections olympiques des États-Unis, Joyner-Kersee a égalé le record du monde détenu par Drechsler avec 7,45 m. Titrée quelques jours plus tôt dans l'épreuve de l'heptathlon, l'Américaine remporte le concours du saut en longueur en établissant la marque de 7,36 m à son troisième essai, nouveau record des championnats. La Soviétique Yelena Belevskaya se classe deuxième de la finale avec un saut à 7,14 m, un centimètre de mieux que Heike Drechsler, médaillée de bronze avec 7,13 m.
En 1991, lors des championnats du monde de Tokyo, Jackie Joyner-Kersee conserve son titre en réalisant un saut à 7,32 m à son premier essai, mordant ou faisant l'impasse sur les quatre sauts suivants, avant de réaliser 7,11 m à son sixième dernier essai. Heike Drechsler remporte la médaille d'argent avec 7,29 m et Larisa Berezhnaya la médaille de bronze avec 7,11 m. la Soviétique Galina Chistyakova, détentrice du record du monde depuis 1988 avec 7,52 m, est blessée et ne participe pas à la compétition.
Championne olympique en 1992 à Barcelone, Heike Drechsler s'impose lors des championnats du monde de 1993 à Stuttgart, devenant la deuxième athlète féminine à remporter deux titres mondiaux en plein air au saut en longueur, et s'adjugeant par ailleurs sa quatrième médaille consécutive dans cette épreuve. Créditée d'une meilleure marque à 7,11 m réalisée à son quatrième essai, elle devance Larisa Berezhnaya, qui concourt désormais pour l'Ukraine, médaillée d'argent avec 6,98 m, et la Danoise Renata Nielsen, médaillée de bronze avec 6,76 m. Jackie Joyner-Kersee ne participe pas à la compétition, préférant se réserver pour l'épreuve de l'heptathlon qu'elle remporte.
En 1995 à Göteborg, l'Italienne Fiona May remporte la médaille d'or en réalisant un saut à 6,98 m à son sixième et dernier essai après avoir pris la tête du concours dès son premier essai avec 6,93 m Elle devance la Cubaine Niurka Montalvo, deuxième avec 6,96 m et la Russe Irina Mushailova, troisième avec 6,83 m. Jackie Joyner-Kersee termine à la 5e place et Heike Drechsler à la 9e place.

#### 1997-2005

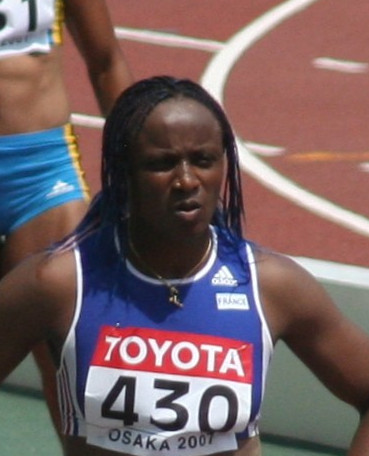
Eunice Barber, championne du monde en 2003.

La Russe Lyudmila Galkina s'impose lors des championnats du monde de 1997 en établissant la meilleure performance mondiale de l'année à son quatrième essai avec 7,05 m. La Grecque Níki Xánthou s'adjuge la médaille d'argent en réalisant son meilleur saut de l'année avec 6,94 m, alors que Fiona May termine au troisième rang avec 6,91 m. Heike Drechsler, qui participe à sa sixième finale mondiale consécutive, termine au pied du podium avec 6,89 m, devant Jackie Joyner-Kersee, 5e en 6,79 m. L'Américaine Marion Jones, titrée quelques jours plus tôt sur 100 m, prend la 10e place alors que la championne olympique en titre, la Nigériane Chioma Ajunwa abandonne après son premier essai et termine 12e.
Niurka Montalvo, médaillée d'argent en 1995 sous les couleurs de Cuba, obtient la naturalisation espagnole en 1999 quelques semaines avant les mondiaux de Séville. Elle s'impose en finale avec un saut à 7,06 m (nouveau record national) qu'elle réalise à son sixième et dernier essai. Elle devance Fiona May, longtemps en tête du concours mais qui termine finalement deuxième avec 6,94 m.  Marion Jones, titrée la veille sur 100 m, obtient la médaille de bronze avec  6,83 m. La Brésilienne Maurren Maggi, détentrice de la meilleure performance de l'année avec 7,26 m, se classe 8e de la finale.
En 2001, lors des championnats du monde d'Edmonton, Fiona May remporte son deuxième titre mondial (sa quatrième médaille au total), rejoignant au palmarès Jackie Joyner-Kersee et Heike Drechsler. Auteure d'un saut à 7,02 m à son troisième essai, elle devance d'un centimètre seulement la Russe Tatyana Kotova, Niurka Montalvo s'adjugeant la médaille de bronze avec 6,88 m. La Hongroise Tünde Vaszi, échoue au pied du podium à deux centimètres de l'Espagnole. Heike Drechsler, championne olympique l'année passée à Sydney à l'âge de 35 ans, est éliminée dès les qualifications.
Lors des championnats du monde de 2003 se déroulant au Stade de France de Saint-Denis, Tatyana Kotova et la Française Eunice Barber réalisent toutes deux  6,74 m à leur deuxième essai, la Russe prenant ensuite l'avantage au titre de son deuxième meilleur saut (6,72 m). Mais, lors de la sixième et dernière rotation, Eunice Barber atteint la marque de 6,99 m, son meilleur saut de l'année, et s'adjuge le titre mondial, son deuxième après celui de l'heptathlon en 1999. Tatyana Kotova, qui n'améliore pas sa meilleure marque, se classe deuxième avec 6,74 m, devançant l'Indienne Anju Bobby George (6,70 m) qui devient la première athlète de son pays à monter sur un podium d'un championnat du monde d'athlétisme. Fiona May, la tenante du titre, termine à la 9e place.
En 2005 à Helsinki, l'Américaine Tianna Madison, âgée de 19 ans seulement, créée la surprise en décrochant la médaille d'or avec un saut à 6,89 m qu'elle réalise à son cinquième essai. Tatyana Kotova décroche une troisième médaille d'argent consécutive avec la marque de 6,79 m, devançant de 3 cm Eunice Barber. Mais, disqualifiée pour dopage en 2013, Kotova voit ses performances effacées par la Fédération internationale, la médaille d'argent revenant à Eunice Barber et la médaille d'argent à la Cubaine Yargelis Savigne Championne olympique en 2004 à Athènes, la Russe Tatyana Lebedeva ne participe pas à ces championnats pour cause de blessure.

#### 2007-2015

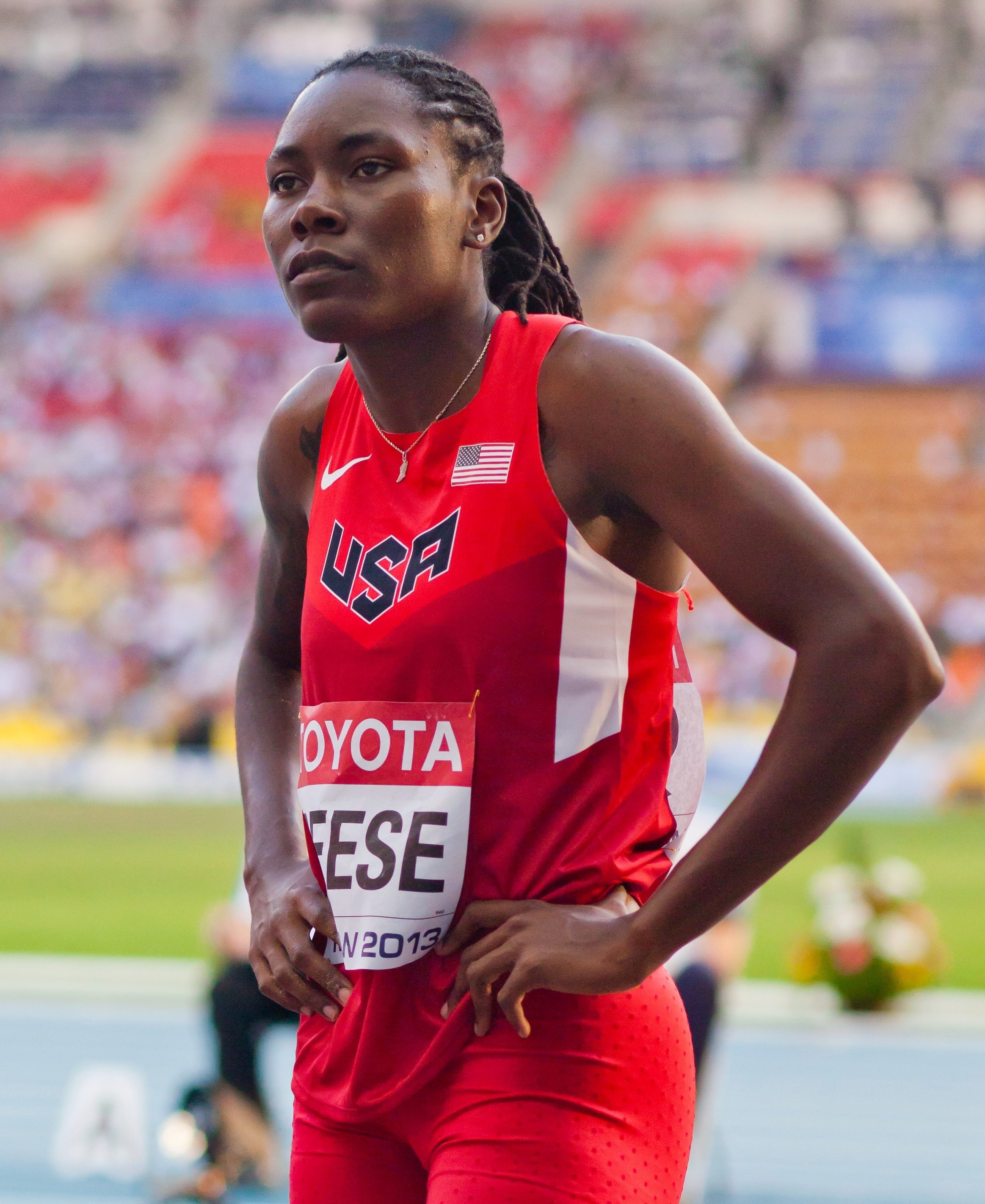
Brittney Reese, quadruple championne du monde du saut en longueur.

Tatyana Lebedeva remporte la finale des championnats du monde 2007, à Osaka, en établissant la marque de 7,03 m, par deux fois, à son deuxième et troisième essai. Elle devance deux de ses compatriotes : Lyudmila Kolchanova, détentrice de la meilleure performance mondiale de l'année avec 7,21 m, qui se classe deuxième avec 6,92 m, et Tatyana Kotova, troisième avec 6,90 m.
En 2009, en finale des championnats du monde de Berlin, l'Américaine Brittney Reese améliore son record personnel en réalisant 7,10 m à son troisième essai — marque constituant la meilleure performance mondiale de l'année —, puis en mordant ses trois sauts suivants. Elle devance Tatyana Lebedeva, qui établit son meilleur saut de l'année avec 6,97 m, et la Turque Karin Melis Mey, troisième avec 6,80 m. Mais en 2017, Lebedeva est disqualifiée pour dopage, Karin Melis Mey récupérant en conséquence la médaille d'argent et la Portugaise Naide Gomes la médaille de bronze. La Brésilienne Maurren Maggi, championne olympique l'année passée à Pékin, se classe sixième de l'épreuve.
Brittney Reese conserve son titre lors des Mondiaux de Daegu en 2011 avec un bond de 6,82 m réussi dès son premier essai, le seul qu'elle n'ait pas mordu, devenant la quatrième athlète féminine à remporter deux titres mondiaux en plein air au saut en longueur après Jackie Joyner-Kersee, Heike Drechsler et Fiona May. Elle devance la Russe Olga Kucherenko (6,77 m) et la Lettone Ineta Radēviča (6,76 m) mais ce podium est réexaminé en 2017 après la suspension pour dopage de Kucherenko : Ineta  Radēviča récupère en conséquence la médaille d'argent et la Biélorusse Nastassia Mironchyk-Ivanova la médaille de bronze.
En 2013 à Moscou, un an après avoir décroché son premier titre olympique, Brittney Reese devient la première athlète féminine à remporter un troisième titre mondial en plein air au saut en longueur. Elle réalise son meilleur saut à son deuxième essai avec 7,01 m (+ 0,2 m/s) et devance de deux centimètres la Nigériane Blessing Okagbare et de dix-neuf centimètres la Serbe Ivana Španović, qui améliore à cette occasion le record national avec 6,82 m. La Biélorusse Volha Sudarava, qui réalise cette même marque de 6,82 m est devancée au titre du deuxième meilleur saut (6,66 m contre 6,70 m pour Španović). la Française Éloyse Lesueur, championne d'Europe en 2012, est éliminée au stade des qualifications.
Lors des championnats du monde 2015, à Pékin, Tianna Bartoletta (ex-Madison) remporte sa deuxième médaille d'or au saut en longueur, dix ans après son premier sacre obtenu à Helsinki en 2005. Elle améliore son record personnel en finale à son sixième et dernier essai avec un saut à 7,14 m, signant la meilleure performance mondiale de l'année ainsi qu'un nouveau record personnel. Dans un concours très dense, la Britannique Shara Proctor établit un nouveau record du Royaume-Uni avec 7,07 m pour s'emparer de la médaille d'argent. Ivana Španović, qui bat de nouveau le record de Serbie en finale des mondiaux, se classe troisième avec 7,01 m, décrochant sa deuxième médaille de bronze d'affilée. Brittney Reese, qui visait à Pékin un quatrième titre mondial consécutif, est éliminée en qualifications, ne réalisant qu'un meilleur saut à 6,39 m.

#### Depuis 2017

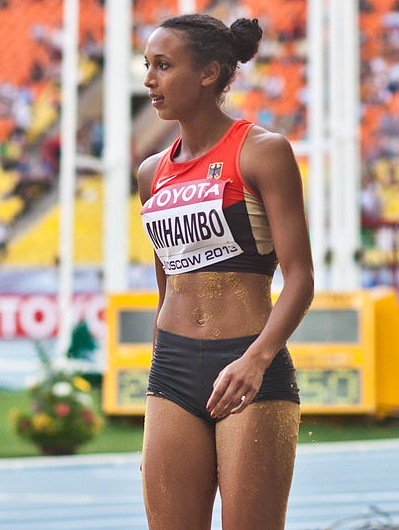
Malaika Mihambo, championne du monde en 2019 et 2022.

En 2017 à Londres, Brittney Reese reprend le titre mondial du saut en longueur qu'elle avait abandonnée en 2015 en s'imposant avec un saut un 7,02 m réalisé à son troisième essai. Avec cette nouvelle médaille d'or, elle égale Iván Pedroso et Dwight Phillips qui chez les hommes sont également titrés à quatre reprises lors des championnats du monde en plein air. Reese devance de deux centimètres la Russe Darya Klishina qui concourt sous la bannière des athlètes neutres autorisés et qui prend la deuxième place avec un cinquième essai mesuré à 7,00 m, signant son meilleur saut de l'année. La tenante du titre et championne olympique en 2016 Tianna Bartoletta remporte quant à elle la médaille de bronze (sa troisième médaille mondiale) grâce à un bond à 6,97 m, reléguant au pied du podium Ivana Španović pour un centimètre (6,96 m).
Aux championnats du monde 2019 à Doha, la victoire revient à l'Allemande Malaika Mihambo, championne d'Europe en titre, qui retombe à son troisième essai à 7,30 m, soit à 20 centimètres du record du monde. Il s'agit du meilleur saut réalisé en championnats du monde depuis les 7,32 m de Jackie Joyner-Kersee en 1991, de la meilleure performance mondiale de la saison ainsi que d'un record personnel pour l'athlète. L'Ukrainienne Maryna Bekh-Romanchuk décroche la médaille d'argent en 6,92 m, un centimètre devant la Nigériane Ese Brume, troisième en 6,91 m, unique médaille du Nigeria dans ces Mondiaux. Brittney Reese est éliminée dès les qualifications avec 6,52 m, échouant à un centimètre de la dernière place qualificative.
Lors des championnats du monde 2022, à Eugene, l'Allemande Malaika Mihambo, championne olympique en 2021 à Tokyo, conserve son titre mondial. Deuxième des qualifications en réalisant 6,84 m dès son premier essai, elle prend la tête de la finale en atteignant la marque de 7,09 m à son quatrième essai, puis 7,12 m à son sixième et dernier essai, sa meilleure performance de la saison. Elle devance Ese Brume (7,02 m à son troisième essai) et la Brésilienne Leticia Oro Melo (6,89 m, record personnel), qui s'était qualifiée à la 12e et dernière place en qualifications. Quanesha Burks (6,88 m), Brooke Buschkuehl (6,87 m) et Khaddi Sagnia (6,87 m) échouent de justesse au pied du podium.

### Palmarès
| Édition | Or                          | Argent                         | Bronze                             |
| ------- | --------------------------- | ------------------------------ | ---------------------------------- |
| 1983    | Heike Drechsler 7,27 m      | Anișoara Cușmir-Stanciu 7,15 m | Carol Lewis 7,04 m                 |
| 1987    | Jackie Joyner-Kersee 7,36 m | Yelena Belevskaya 7,14 m       | Heike Drechsler 7,13 m             |
| 1991    | Jackie Joyner-Kersee 7,32 m | Heike Drechsler 7,29 m         | Larisa Berezhnaya 7,11 m           |
| 1993    | Heike Drechsler 7,11 m      | Larisa Berezhnaya 6,98 m       | Renata Nielsen 6,76 m              |
| 1995    | Fiona May 6,98 m            | Niurka Montalvo 6,86 m         | Irina Mushailova 6,83 m            |
| 1997    | Lyudmila Galkina 7,05 m     | Níki Xánthou 6,94 m            | Fiona May 6,91 m                   |
| 1999    | Niurka Montalvo 7,06 m      | Fiona May 6,94 m               | Marion Jones 6,83 m                |
| 2001    | Fiona May 7,02 m            | Tatyana Kotova 7,01 m          | Niurka Montalvo 6,88 m             |
| 2003    | Eunice Barber 6,99 m        | Tatyana Kotova 6,74 m          | Anju Bobby George 6,70 m           |
| 2005    | Tianna Bartoletta 6,89 m    | Eunice Barber 6,76 m           | Yargelis Savigne 6,69 m            |
| 2007    | Tatyana Lebedeva 7,03 m     | Lyudmila Kolchanova 6,92 m     | Tatyana Kotova 6,90 m              |
| 2009    | Brittney Reese 7,10 m       | Karin Melis Mey 6,80 m         | Naide Gomes 6,77 m                 |
| 2011    | Brittney Reese 6,82 m       | Ineta Radēviča 6,76 m          | Nastassia Mironchyk-Ivanova 6,74 m |
| 2013    | Brittney Reese 7,01 m       | Blessing Okagbare 6,99 m       | Ivana Španović 6,82 m              |
| 2015    | Tianna Bartoletta 7,14 m    | Shara Proctor 7,07 m           | Ivana Španović 7,01 m              |
| 2017    | Brittney Reese 7,02 m       | Darya Klishina 7,00 m          | Tianna Bartoletta 6,97 m           |
| 2019    | Malaika Mihambo 7,30 m      | Maryna Bekh-Romanchuk 6,92 m   | Ese Brume 6,91 m                   |
| 2022    | Malaika Mihambo 7,12 m      | Ese Brume 7,02 m               | Leticia Oro Melo 6,89 m            |
| 2023    | Ivana Vuleta 7,14 m         | Tara Davis-Woodhall 6,91 m     | Alina Rotaru 6,88 m                |

### Multiples médaillées
| Rang | Athlète              | Pays                         | Période   | Or | Argent | Bronze | Total |
| ---- | -------------------- | ---------------------------- | --------- | -- | ------ | ------ | ----- |
| 1    | Brittney Reese       | États-Unis                   | 2009-2017 | 4  | 0      | 0      | 4     |
| 2=   | Heike Drechsler      | Allemagne de l'Est Allemagne | 1983-1993 | 2  | 1      | 1      | 4     |
| 2=   | Fiona May            | Italie                       | 1995-2001 | 2  | 1      | 1      | 4     |
| 4    | Tianna Bartoletta    | États-Unis                   | 2005-2017 | 2  | 0      | 1      | 3     |
| 5=   | Jackie Joyner-Kersee | États-Unis                   | 1987-1991 | 2  | 0      | 0      | 2     |
| 5=   | Malaika Mihambo      | Allemagne                    | 2019-2022 | 2  | 0      | 0      | 2     |
| 7    | Niurka Montalvo      | Cuba Espagne                 | 1995-2001 | 1  | 1      | 1      | 3     |
| 8    | Eunice Barber        | France                       | 2003-2005 | 1  | 1      | 0      | 2     |
| 9    | Tatyana Kotova       | Russie                       | 2001-2007 | 0  | 2      | 0      | 2     |
| 10=  | Larisa Berezhnaya    | Union soviétique Russie      | 1987-1991 | 0  | 1      | 1      | 2     |
| 10=  | Ese Brume            | Nigeria                      | 2019-2022 | 0  | 1      | 1      | 2     |
| 12   | Ivana Španović       | Serbie                       | 2013-2015 | 0  | 0      | 2      | 2     |

### Records des championnats
| Temps  | Athlète                 | Lieu     | Date             | Record |
| ------ | ----------------------- | -------- | ---------------- | ------ |
| 6,78 m | Carol Lewis             | Helsinki | 13 août 1983     |        |
| 6,83 m | Tatyana Proshuryakova   | Helsinki | 14 août 1983     |        |
| 6,90 m | Beverly Kinch           | Helsinki | 14 août 1983     |        |
| 7,00 m | Anișoara Cușmir-Stanciu | Helsinki | 14 août 1983     |        |
| 7,02 m | Heike Drechsler         | Helsinki | 14 août 1983     |        |
| 7,14 m | Jackie Joyner-Kersee    | Rome     | 4 septembre 1987 |        |
| 7,36 m | Jackie Joyner-Kersee    | Rome     | 4 septembre 1987 |        |